# Polimeda
Polimeda (en grec antic Πολυμήδη) va ser, segons la mitologia grega, una filla d'Autòlic i Mestra.
Es va casar amb Èson i va ser mare de Jàson. Quan el seu marit va ser condemnat a mort per Pèlias, després de destronar-lo de Iolcos, Polimeda el va maleir i es va penjar. També tenia un fill petit anomenat Pròmac, però Pèlias el va matar per aniquilar la nissaga d'Èson.
Els mitògrafs anomenen de vegades la dona d'Èson, Alcímede.